# Dunakeszi népessége
Dunakeszi népesedési adatok alapján (is) Pest megye egyik legdinamikusabban fejlődő települése. A szuburbanizáció következtében az ezredforduló óta eltelt 20 évben mintegy kétszeresére nőtt a lakónépesség, ami által a település a megye egyik legnagyobb városává vált.

## Születés-halálozás

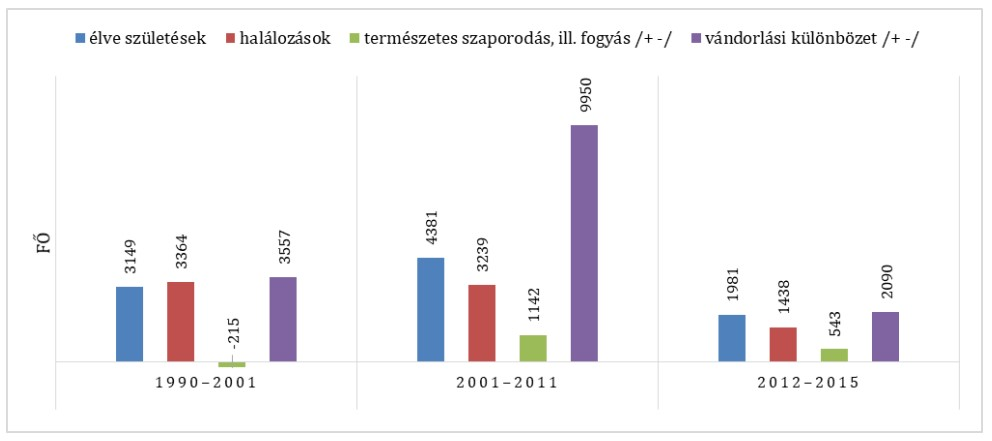
Dunakeszi népmozgalmi adatai (1990-2015) a KSH adatainak felhasználásával

1990–2001 között az élve születések száma 3149 volt, ami kevesebb, mint a halálozások (3364 veszteség) száma. Éppen ezért a természetes szaporodás fogyásba fordult, -215 fővel. E tekintetben és ebben az időszakban Dunakeszi is követte az országos tendenciát. Népességfogyás azonban mégsem következett be, mert a vándorlási különbözet, a 3557 főnyi új beköltöző, bőven pótolta a természetes fogyást. Az agglomerációs övezetben a népesség természetes fogyását 1994-től jelentős vándorlási többlet egészítette ki, így összességében az itt élők száma 28%-kal emelkedett. A 2001–2011 közötti utolsó népszámlálási ciklusban az élve születések száma 4381, a halálozásoké 3239 volt. Így a természetes szaporodás 1142 fős nyereségként, a vándorlási különbözet pedig 9950 új lakos személyében jelentkezett Dunakeszin. A 2012–2015. évben 1981 gyermek születése mellett csak 1438 fő hunyt el, így tehát a természetes szaporodás négy év alatt 543 fő volt. Vándorlási különbözetként pedig 2090 új lakos betelepedését regisztrálták.

## Korcsoportok szerinti bontás

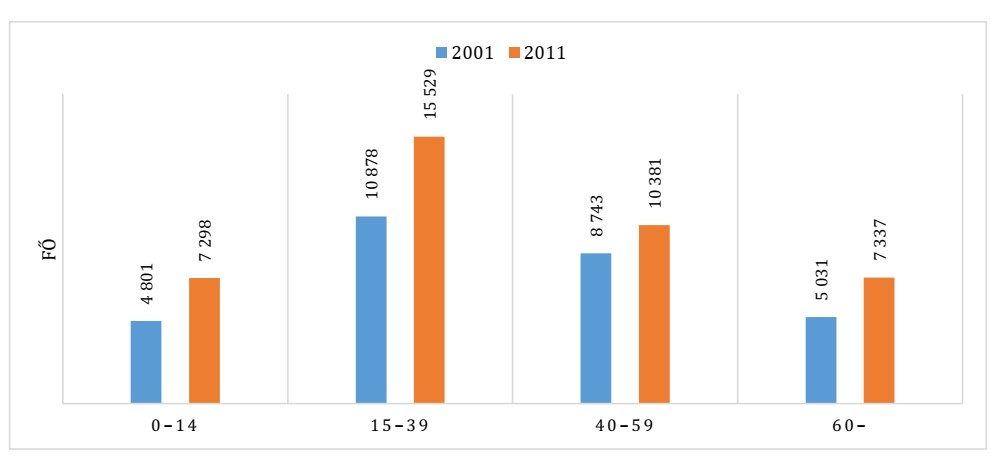
Dunakeszi lakosságának korosztályok szerinti megoszlása 2001 és 2011 között a KSH adatainak felhasználásával

A kedvező demográfiai helyzetet a korcsoportos bontás képes relevánsan bemutatni. 2001-ben a 0–14 évesek a népesség 16,3%-át, 2011-ben 18%-át tették ki. A 15–39 éves korosztály 2001-ben a lakónépesség 37%-át adta, 2011-ben valamivel magasabb, 38,3% volt a részesedése. A 40–59 évesek korcsoportja 2001-ben a lakosság 29,7%-át adta, 2011-ben 25,6%-ot ért el az aránya. A 60–69 évesek 2001-ben a népesség 9,1%-át, 2011-ben 9,9%-át alkották, míg a 70 év fölöttiek 2001-ben és 2011-ben a város lakóinak csupán 8%-át adták ki.
Megállapítható tehát, hogy a város népességének korfája kedvezően fest, mert a fiatalabb és a középkorú korosztályt jóval többen képviselik, mint az idősebb nemzedéket. Tíz év múltán – alapvetően a bevándorlásnak köszönhetően – fiatalodott a város korfája, mert az általános iskola befejezéséig 2011-ben 2497 gyermekkel több élt, mint 2001-ben, és a népességen belüli arányuk is kedvezőbb volt, mint korábban. A 15–39 éves korosztály szintén megerősödött 2011-re. A 40–59 évesek az előző népszámlálásban a népességen belül 3%-kal magasabb arányt képviseltek, így a fiatalabbak felé mozdult el a város népességének korösszetétele. Biztató jövőt ígér a 14 év alatti korcsoport és a 70 év felettiek összevetése. Aszerint több mint kétszer akkora a fiatalkorúak száma és a lakosságon belüli aránya, mint a 70 éven felülieké. Ugyanakkor az előző évtizedekkel összehasonlítva kiderül, hogy tovább csökkent a 0–14 évesek aránya (amely 1949-ben 22% volt), és lassú ütemben emelkedett az idősebb korosztály részesedése (1949-ben még 11% a 60 felettiek részesedése), tehát – az agglomeráció más településeihez hasonlóan – folytatódott a népesség elöregedése, ha kisebb mértékben is.

## Családi állapot szerinti bontás

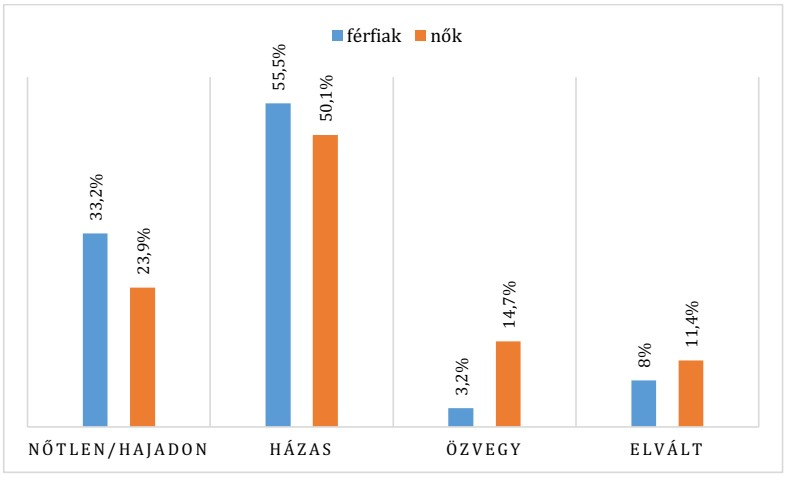
Dunakeszi 15 évesnél idősebb népességének családi állapot és nemek szerinti bontása (2001) a KSH adatainak felhasználásával

Mind a hajadonok, mind pedig a házas nők arányukban kevesebben voltak, mint az azonos életállapotú férfiak. Az özvegy nők viszont ötször többen voltak, mint az özvegy férfiak; és az elvált nők száma is jóval több, mint az elvált férfiaké. Az élettársi kapcsolatban azonban szinte egyforma számban és közel azonos arányban éltek nők (858 fő; 6,6%) és férfiak (862 fő; 7,4%). A 2011-es népszámlálás mellőzi a nemek szerinti bontást, ám így, összességében is figyelemre méltó változást mutat. A nőtlenek és hajadonok csoportja az utolsó cenzuskor a népesség 30,9%-át adta, 2,4%-os növekedést hozva létre tíz év során. A házasok 2011-ben a jelzett lakosság 49,8%-át képviselték, míg 2001-ben arányuk még 52,7% volt. Így hát elsőnek azt állapíthatjuk meg, hogy 2,9%-os csökkenést regisztráltak Dunakeszin a házas állapotúak körében 2011-ben az előző népszámláláshoz képest. Az özvegyek részesedése 2011-ben 8,1%-ra emelkedett a tíz évvel korábbi 6,5%-ról, és növekedett az elváltak aránya is: 9,8%-ról 11,2%-ra. Jelentős növekmény mutatkozott az élettársi kapcsolatban élők esetében: az ezredfordulón 7%, míg 2011-ben már a vizsgált populáció 11%-a élt ilyen kapcsolatban. A Dunakeszin a családi állapot kapcsán ismertetett adatok illeszkednek az országos tendenciákhoz. 

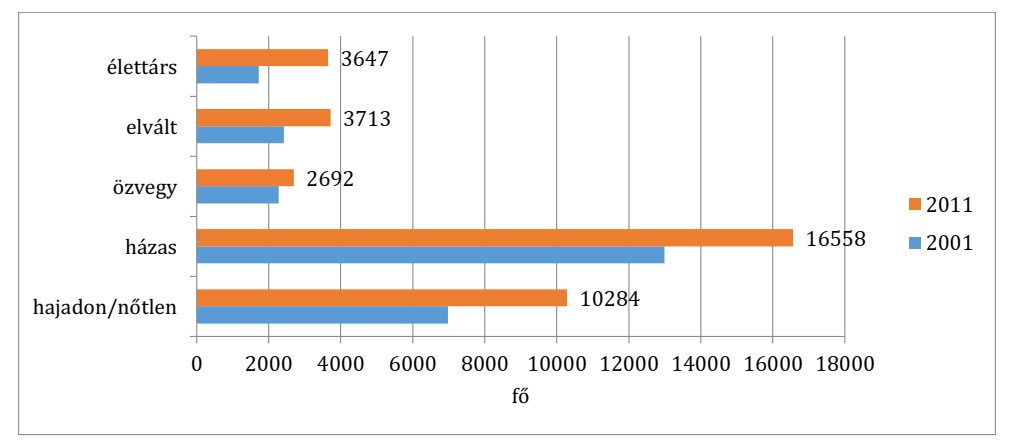
Dunakeszi lakosságának családi állapot szerinti megoszlása (2001-2011) a KSH adatainak felhasználásával

Az 1990-től 2011-ig eltelt időszakban ugyanis szinte megháromszorozódott a tartós élettársi kapcsolatban élők száma Magyarországon, 250.000-ről 740.000-re növekedett, ami együtt járt a házasságban élők számának csökkenésével, illetve az elváltak, nőtlenek és hajadonok számának megugrásával. Az özvegy nők nagyobb száma viszont két okból ered, egyrészt abból, hogy a férfi és női népesség élettartama eltérő, másrészt pedig magas a középkorú férfiak halandósága. A házasságkötések száma a modernkori társadalmakban bekövetkezett életmód- és mentalitásváltozás miatt csökken, a szociológiai kutatások ugyanakkor még mindig egyértelművé teszik, hogy a házasság pozitív megítélése változatlan maradt. A házasságok és a születések számának csökkenése kapcsolódik egymáshoz: bár a kevesebb házasságból kevesebb gyerek is születik, a népesedési folyamatok alakítása sokkalta jobban kötődik az éppen aktuális kormányzat szociális, foglalkoztatási és egészségügyi intézkedéseihez. A népességfogyás csökkentésének másik eleme pedig a halandóság mérséklése, amely szintúgy az egészségügy kérdéskörébe tartozó jelenség.

## Iskolázottsági mutatók

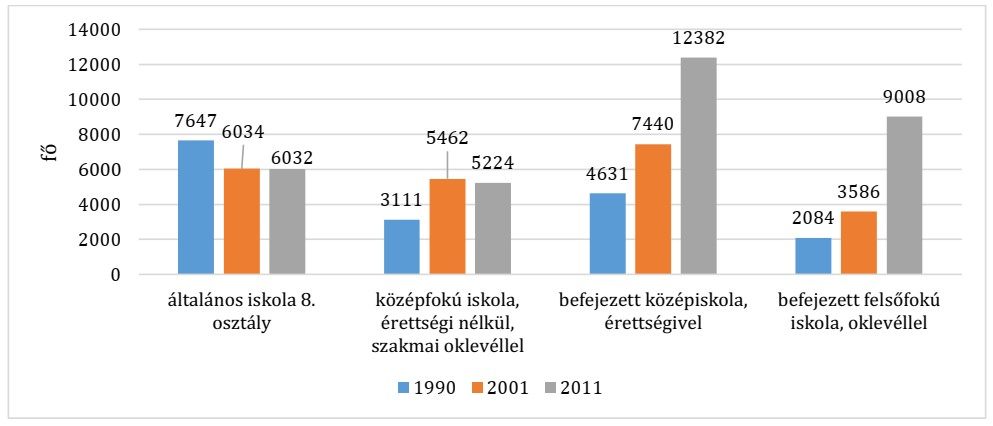
Dunakeszi 7 évesnél idősebb lakosságának iskolázottsági mutatói (1990-2011) a KSH adatainak felhasználásával

Az iskolázottságot vizsgáló statisztika is hű képe lehet a második évezred eleji, főváros közeli település szellemi állapotának. A budapesti agglomeráció lakossága iskolai végzettség tekintetében kedvezőbb összetételű az országos átlagnál. A fővárosban és a vonzott települések háromnegyedében az országos átlagnál (49%) többen rendelkeznek legalább középiskolai érettségivel a felnőttek körében, a 19%-os országos átlaggal szemben a 25 évesek és idősebbek 24%-a rendelkezett egyetemi vagy főiskolai oklevéllel. Különbség továbbá, hogy a férfiaknál az országosnál valamelyest nagyobb a diplomások aránya, mint a nők körében.
A 7 éves és idősebb populáció legmagasabb iskolai végzettség szerinti tagozódása az alábbi tényeket mutatja meg Dunakeszi városáról. Ez a korosztály 2001-ben 27.511, 2011-ben már 36.355 lakosból áll. 2001-ben közülük az általános iskola első évfolyamát sem végezte el kb. 1,5%-nyi gyermek és felnőtt, ami 1% körüli értékre csökkent 2011-ben. (Az írástudatlanokról nincs külön statisztika!) Az általános iskola 1–7. évfolyamát 2001-ben a vizsgált csoport 13,98% végezte el, ami 2011-re 9,1%-ra esett vissza. Hasonló csökkenés mutatható ki a 8. osztályt befejezők arányában is: 2001-ben 21,9%-nyian, 2011-ben 16,6%-nyian voltak. Érettségi nélküli középiskolai végzettsége az iskolaérett lakosság 19,85%-nak volt, míg érettségivel a szignifikáns lakosság 27%-a rendelkezett 2001-ben. A középiskolában érettségi nélkül, esetleg szakmai oklevéllel végzettek aránya 14,3%-ra csökkent 2011-ben. Így feltételezhető, hogy az érettségivel nem rendelkező, de középiskolát végzettek közül is továbbtanulhattak, hiszen az érettségizettek száma jelentősen megugrott, 2011-ben 34%-ot tett ki. Oklevél nélküli főiskolai és/vagy egyetemi végzettséggel 2,7% bírt, míg okleveles főiskolai, egyetemi végzettséggel a vizsgált csoport 13%-a 2001-ben. A felsőfokú diplomások aránya a 7 évesnél idősebb városi lakosság 24,7%-ra növekedett 2011-ben, ami igen magas iskolázottsági szintemelkedést mutat.

## Vallási-felekezeti hovatartozás

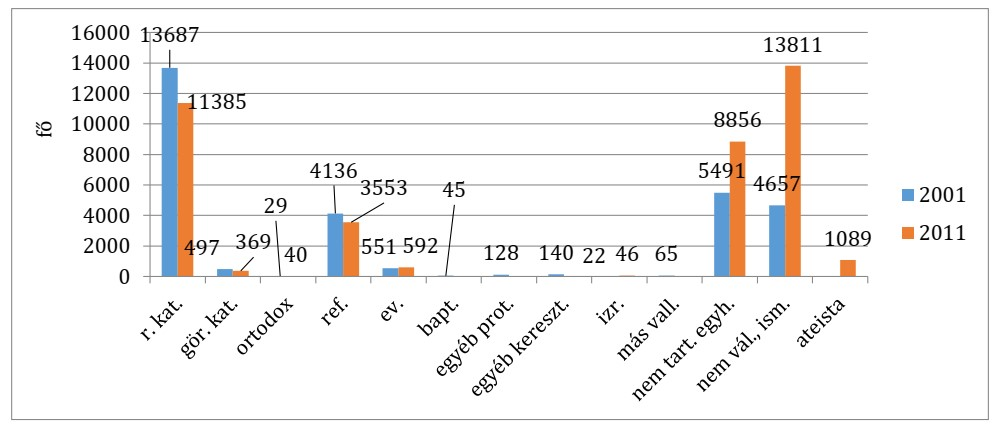
Dunakeszi lakosainak vallási megoszlása (2001-2011) a KSH adatainak felhasználásával

Az egypártrendszer idejének népszámlálásaira jellemző volt, hogy a vallási-felekezeti hovatartozást nem vették figyelembe. E gyakorlaton csak a 2001. évi népszámlálás változtatott. Ekkorra – tekintettel az előző korszak valláspolitikai irányelveire (támadások a vallásukat gyakorlók ellen, az iskolai vallásoktatás megszüntetése stb.) – Dunakeszi vallásfelekezeti térképe teljesen más képet mutatott, mint 1949-ben. 1949-ben a katolikusok számaránya a lakosság 82,5, míg 2001-ben 48,2%-át (14.187 fő) tette ki. Ebből római katolikusok 13.687-en voltak, ami a lakosság 46,47%-át jelentette 2001-ben. A reformátusok a lakosság 14, az evangélikusok 2%-át képviselték. 5491 ember vallotta magát egyházhoz, felekezethez nem tartozónak, ami a lakosság 18,6%-át adta. „Nem kíván válaszolni, ismeretlen” kategóriát jelölt meg a lakosok 15,8%-a.
A vallási, felekezeti megoszlás viszont 2011-re a nagy történelmi egyházak tekintetében újabb jelentős csökkenést hozott. A katolikus hívek aránya a népességen belül 29%-ra csökkent, a római katolikusoké 28%-ra. A reformátusok aránya is jelentősen visszaesett, 8,76%-ra, míg az evangélikusoké – a létszámnövekedés ellenére – 1,5% alá csökkent. A felekezethez nem tartozók száma viszont megugrott, így már a lakosság 21,84%-a sorolta e csoportba magát. Egy új rubrikában ateistának vallotta magát 1089 ember (2,69%). A „Nem kívánt válaszolni, nincs válasz” kategóriába 13.811 ember (34%) került. Így ezen választ adók száma több lett, mint a katolikusoké összesen. Fölmerül a kérdés: valós lehet a népesség ilyen irányú elfordulása a történelmi egyházaktól vagy inkább másról van szó? Mivel országosan is hasonló csökkenést mutatott a statisztika, a történelmi egyházak vezetőinek többsége, így a Magyar Katolikus Püspöki Kar is kétségbe vonta a népszámlálási kérdőív felekezeti statisztikájának valósághű kitöltését, illetőleg az adatok összevethetőségét az előző népszámlálásokkal.

## A település társadalmi rétegződése

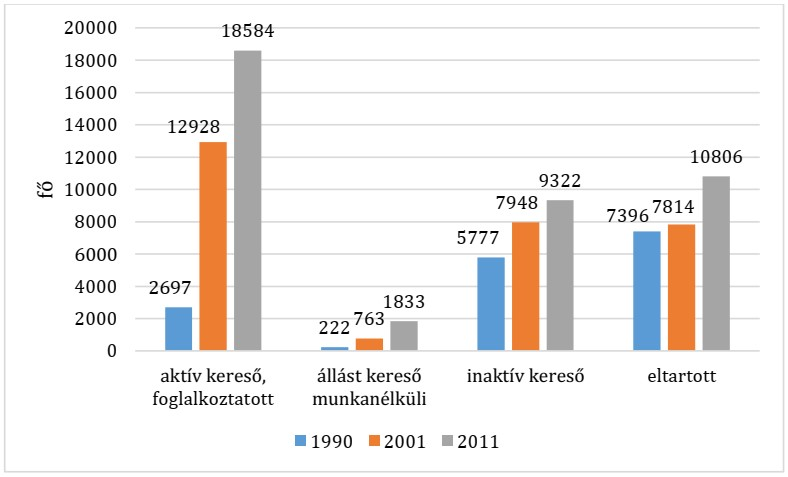
Gazdasági aktivitás Dunakeszin (1990-2011) a KSH adatainak felhasználásával

A rendszerváltozástól a 2011. évi népszámlálásig eltelt huszonegy év alatt a település társadalmi rétegződése jelentősen megváltozott. Ezen időszak első tizenegy évének gazdasági aktivitási vizsgálatával a 2001. évi cenzus Pest megyéről szóló kötetében találkozhatunk. 1990-ben, a rendszerváltozás hajnalán a város lakónépességében a foglalkoztattak aránya 48,6% volt, ami a 2001-es népszámláláskor 43,9%-ra csökkent, 2011-ben pedig 45,8%-ot ért el a részesedésük. A munkanélküliség rovatba először 1990-ben került adat a szocialista „teljes foglalkoztatás” után. Ekkor a munkanélküliek közé még csak 241 embert soroltak, ami a lakosság 0,1%-át sem érte el, 2001-re viszont több mint háromszorosára nőtt a számuk, és a lakosság 2,6%-át érintette. Az emelkedő tendencia folytatódott, és 2011-re már 4,5%-ra ugrott fel arányuk. A 2010–2015 közötti időszakban hullámzó mozgást regisztráltak. Eddig a népszámlálások a „munkanélküli” fogalmat használtak, ám ezután a munkaerőstatisztikában áttértek a „nyilvántartott álláskeresők” definíciójára, amely már a munkához nem jutók szűkebb körére vonatkozik. Az iskolai végzettség szerint a nyilvántartott álláskeresők legtöbbje 2010–2015 között nem az iskolázatlanok közül került ki, ahogy az talán az általános vélekedés alapján várható lett volna, hanem a szakközépiskolai, a technikumi és a gimnáziumi végzettségűek köréből. A legtöbb középfokú végzettségű munkanélküli 2010-ben volt mérhető (433 fő), 2015-re számuk jelentősen csökkent (256 fő). A szellemi vagy fizikai foglalkozásúak közül pedig a fizikai foglalkozást végzőknek kellett főként munkát keresniük. A nyilvántartott pályakezdő álláskeresők száma 27 és 68 fő között mozgott, de 2015-re 19 főre csökkent. Az inaktív keresők a dunakesziek 22,1%-át, az eltartottak a városi népesség 28,3%-át alkották 1990-ben. Arányuk 2001-ben egyaránt a 26,9%-ot ért el, és nem változott jelentős mértékben a 2011-es népszámlálás adatai szerint sem: az inaktív keresők ekkor Dunakeszi lakosságának 23%-át, az eltartottak 26,7%-át tették ki. Összességében a budapesti agglomeráció, így Dunakeszi foglalkoztatási helyzete is kedvezőbb képet mutat az országosnál, mivel 2011-ben a foglalkoztatottak aránya a népességen belül magasabb, míg a munkanélkülieké, inaktív keresőké és eltartottaké alacsonyabb volt a Budapest környéki településeken. Települési szinten Herceghalmon volt a legnagyobb a foglalkoztatás, amit Telki, Nagytarcsa és Dunakeszi követett.

## Foglalkoztatási ágak szerinti mutatók
A népesség társadalmi mozgását, rétegződését jól mutatják a foglalkoztatottak foglalkozási főcsoportok szerinti táblázatai. A 2001. évi gazdasági helyzetet Pest megye népszámlálási anyagának második kötetében találjuk. A településen 2001-ben a foglalkoztatottak 24,3%-a vezető értelmiségiként tevékenykedett, míg egyéb szellemi foglalkozásúként dolgozott a lakosság további 25,5%-a. Kiugró részesedésük tovább emelkedett 2011-re, így elérte a 30,4, illetve 30,2%-ot. A szolgáltató szektorban 2001-ben a dunakesziek 15,4%-a dolgozott, és közel azonos arányt, 15,9%-ot tettek ki 2011-ben is. 2001-ben még az iparban, építőiparban foglalkoztatott munkavállalók száma volt a legnagyobb – 27,5%-os részesedéssel az összfoglalkoztatásból, ami tíz év alatt nagyot zuhanva 16,9%-ra szorult vissza. A mezőgazdaságban és erdőgazdálkodásban foglalkoztatottak száma mindkét népszámlálás alkalmával elenyésző volt, a népesség csupán kb. fél százaléka dolgozott ebben az ágazatban. Az egyéb foglalkozásúak 2001-ben 6,7%-os részt képviseltek, 2011-ben 5,8%-ot. A 2011-es adatok tükrében Dunakeszi minden foglalkozási főcsoport részesedési arányát tekintve belesimult az agglomerációs települések körébe.